# Frank Tipler
Frank Jennings Tipler (* 1. února 1947) je matematický fyzik a kosmolog, pracující na oddělení matematiky a fyziky na Tulane University. Tipler je autorem knih a článků o konci Vesmíru, kde použil pojem Pierra Teilharda de Chardin „bod Omega“, což je ovšem pro Tiplera kosmická singularita, již podle něho vyžadují známé fyzikální zákony. Výpočetní kapacita, kterou bude lidstvo disponovat, umožní podle něho rekonstruovat všechny minulé světy, včetně všech zemřelých. Jeho kritici tuto hypotézu odmítají jako pseudovědeckou.

## Život
Narodil se v Andalusia v Alabama. Jeho otec byl právník, matka byla v domácnosti. V letech 1965–1969 navštěvoval Massachusettský technologický institut, kde získal bakalářský titul v oboru fyziky. V roce 1976 ukončil studium na University of Maryland, kde získal doktorát.[4] Zastával pozici postgraduálního výzkumného pracovníka na třech vysokých školách, dokud se nerozhodl zůstat na Texaské univerzitě v Austinu, kde pracoval pod Johnem Archibaldem Wheelerem, Abrahamem Taubem, Rainerem K. Sachsem, a Dennisem W. Sciamou. V roce 1981 se stal mimořádným a v roce 1987 řádným profesorem profesorem matematické fyziky na Tulane University, kde působí i k roku 2016.

## Kosmologie bodu Omega
Bodem Omega rozumí Tipler kosmologický stav v dalekém vlastním čase budoucnosti vesmíru, o kterém tvrdí, že jej vyžadují známé fyzikální zákony. Podle této kosmologie, aby byly známé fyzikální zákony navzájem konzistentní, musí inteligentní život převzít veškerou hmotu ve vesmíru a nakonec vynutit jeho kolaps. Během kolapsu roste výpočetní kapacita vesmíru do nekonečna a prostředí emulované s touto výpočetní kapacitou bude mít nekonečnou dobu trvání jak vesmír dosáhne bodu kosmologické singularity. Tato singularita je podle Tiplera Bod Omega. S výpočetní zdroji divergujícími do nekonečna by podle Tiplera společnost v daleké budoucnosti měl být schopná vzkřísit mrtvé tím, že napodobí všechny alternativní vesmíry našeho vesmíru od jeho vzniku.[7] Tipler identifikuje Bod Omega s bohem, protože podle jeho názoru má všechny vlastnosti požadované pro bohy, podle většiny tradičních náboženství.[7]
Tiplerův argument, že kosmologický Bod omega je vyžadován známými fyzikální zákony, je poměrně nedávný výzkum, který se objevil po zveřejnění jeho knihy Fyzika nesmrtelnosti v roce 1994. V této knize (a ve vědeckých pracích publikovaných od té doby ), Tipler nabídl kosmologii Bodu omega jako hypotézu a tvrdí, že omezil analýzu na známé fyzikální zákony.
Tipler spolu s Johnem D. Barrowem definoval v knize Antropický Kosmologický Princip z roku 1986 „finální antropický princip“ jako zobecnění antropického principu takto: „Inteligentní zpracování informace se musí v době existence vesmíru objevit a jakmile se jednou objeví, už nikdy nevyhasne.“ 

### Kritika
Kritici konečného bodu omega v zásadě tvrdí, že tyto argumenty porušují Koperníkův princip, že jsou nesprávně použity zákony pravděpodobnosti, a že jde ve skutečnosti o teologický či metafyzický princip prezentovaný tak, aby zněl věrohodně laikům pomocí esoterického jazyka fyziky. Martin Gardner překřtil finální antropický princip na „zcela absurdní antropický princip“. Oxfordský filozof Nick Bostrom napsal, že finální antropický princip nemá nárok na žádný speciální metodologický status a že jde o „ryzí spekulaci“, i přes pokusy vylepšit ho tím, že se nazývá „princip“. Filozof Rem B. Edwards to nazval „futuristickou, pseudovědeckou eschatologií“, která je „vysoce hypotetická, neověřená a nepravděpodobná“.
Fyzik David Deutsch zahrnul Tiplerovu kosmologii Bodu omega jako ústřední rys čtvrtého pramene jeho „čtyři pramenů“ koncepce základní reality a hájí fyziku této kosmologie, ačkoli je velmi kritický k Tiplerovým teologickým závěrům a upozorňuje na přehnané nároky, které způsobily, že ostatní vědci a filozofové teorie zamítli. Badatel Anders Sandberg poukázal na to, že teorie Bodu Omega má mnoho nedostatků, včetně chybějících důkazů.
Tiplerova teorie Bodu Omega se stala terčem kritiky fyziků a skeptiků. George Ellis napsal v časopise Nature, že Tiplerova kniha o Bodu Omega je „mistrovské dílo pseudovědy... které je výsledkem plodné a tvůrčí fantazie nespoutané normálními omezeními vědecké a filozofické disciplíny“. Michael Shermer zasvětil kapitolu Proč lidé věří podivným věcem výčtu domnělých nedostatků v Tiplerově práci. Fyzik Sean M. Carroll si myslí, že Tiplerovy počáteční práce byly konstruktivní, ale že od jisté doby se zbláznil. V recenzi Tiplerovy knihy Fyzika křesťanství popsal Lawrence Krauss knihu jako „nejextrémní příklad, nekritických a nepodložených argumentů v tisku od inteligentního profesionálního vědce“.

## Vybrané spisy

### Knihy
- Tipler, Frank J; John D. Barrow (1986). The Anthropic Cosmological Principle. Oxford University Press. ISBN 0-19-851949-4.
- ——— (1994). The Physics of Immortality: Modern Cosmology, God and the Resurrection of the Dead. New York: Doubleday. ISBN 0-19-851949-4.
- ——— (2007). The Physics of Christianity. New York: Doubleday. ISBN 0-385-51424-7.

### Články
- Tipler, Frank J. (2003), "Refereed Journals: Do They Insure Quality or Enforce Orthodoxy?" (PDF), ISCID Archives, retrieved 2015-11-04 .
- Frank J. Tipler (2003). "Intelligent life in cosmology". International Journal of Astrobiology. 2 (2): 141–48. arXiv:0704.0058. Bibcode:2003IJAsB...2..141T. doi:10.1017/S1473550403001526.
- Frank J. Tipler (2005). "The Star of Bethlehem: A Type Ia/Ic Supernova in the Andromeda Galaxy?" (PDF). The Observatory. 125: 168–74. Bibcode:2005Obs...125..168T.
- ——— (2007). "Feynman-Weinberg Quantum Gravity and the Extended Standard Model as a Theory of Everything". Reports on Progress in Physics. 68 (4): 897–64. arXiv:0704.3276. Bibcode:2005RPPh...68..897T. doi:10.1088/0034-4885/68/4/R04.

## Publikace
- Tipler, Frank J (1976), Causality Violation in General Relativity (PhD thesis), University of Maryland, Bibcode:1976PhDT........61T .
- ——— (June 1989), "The Omega Point as Eschaton: Answers to Pannenberg's Questions for Scientists", Zygon: Journal of Religion & Science, 24 (2): 217–53, doi:10.1111/j.1467-9744.1989.tb01112.x .
- ——— (1997) [1994], The Physics of Immortality: Modern Cosmology, God and the Resurrection of the Dead, New York: Doubleday, ISBN 0-385-46798-2 .
- ———; Graber, Jessica; McGinley, Matthew; Nichols-Barrer, Joshua; Staecker, Christopher (August 2007) [March 20, 2000], "Closed Universes With Black Holes But No Event Horizons As a Solution to the Black Hole Information Problem", Monthly Notices of the Royal Astronomical Society, 379 (2): 629–40, arXiv:gr-qc/0003082, Bibcode:2007MNRAS.379..629T, doi:10.1111/j.1365-2966.2007.11895.x .